# USS Ruchamkin (APD-89)
USS Ruchamkin (APD-89/LPR-89) là một tàu vận chuyển cao tốc lớp Crosley, nguyên được cải biến từ chiếc DE-228, một tàu hộ tống khu trục lớp Rudderow, và đã phục vụ cùng Hải quân Hoa Kỳ trong Chiến tranh Thế giới thứ hai. Nó là chiếc tàu chiến duy nhất của Hải quân Hoa Kỳ được đặt cái tên này, theo tên Trung úy Hải quân Seymour David Ruchamkin (1912-1942), người từng phục vụ cùng tàu khu trục Cushing (DD-376), đã tử trận khi Cushing bị đánh chìm trong trận Hải chiến Guadalcanal vào ngày 13 tháng 11, 1942 và được truy tặng Huân chương Chữ thập Hải quân. Chỉ đưa vào hoạt động khi chiến tranh đã kết thúc, nó xuất biên chế năm 1946, nhưng rồi được huy động trở lại để phục vụ trong hai giai đoạn: từ năm 1951 đến năm 1957 và từ năm 1961 đến năm 1969, được xếp lại lớp thành LPR-89. Con tàu được chuyển cho Hải quân Colombia và tiếp tục phục vụ như là chiếc ARC Córdoba (DT 15) cho đến khi ngừng hoạt động năm 1980. Nó hiện đang được bảo tồn như một tàu bảo tàng gần Bogotá, Colombia. Ruchamkin được tặng thưởng danh hiệu Đơn vị Tuyên dương Hải quân khi phục vụ tại Cộng hòa Dominica năm 1965.

## Thiết kế và chế tạo
Thiết kế của lớp Crosley dựa trên việc cải biến lớp tàu hộ tống khu trục Rudderow. Cấu trúc thượng tầng con tàu được mở rộng, đồng thời tháo dỡ bớt vũ khí trang bị để lấy chỗ bố trí nơi nghỉ cho 162 binh lính được vận chuyển cùng khoảng 40 tấn trang bị. Hệ thống động lực tương tự như với các lớp Buckley và Rudderow; là kiểu động cơ turbine-điện General Electric, cung cấp điện năng cho mô-tơ điện để dẫn động hai trục chân vịt.
Dàn vũ khí được giữ lại bao gồm một khẩu pháo 5 inch (130 mm)/38 cal bố trí một phía trước mũi; ba khẩu đội pháo phòng không Bofors 40 mm nòng đôi và sáu pháo phòng không Oerlikon 20 mm; vũ khí chống ngầm gồm hai đường ray Mk. 9 để thả mìn sâu. Thủy thủ đoàn đầy đủ bao gồm 15 sĩ quan và 168 thủy thủ; và con tàu được bố trí tiện nghi để vận chuyển 12 sĩ quan cùng 150 binh lính đổ bộ.
Ruchamkin được đặt lườn như là chiếc DE-228 tại Xưởng hải quân Philadelphia ở Philadelphia, Pennsylvania vào ngày 14 tháng 2, 1944. Nó được hạ thủy vào ngày 15 tháng 6, 1944, được đỡ đầu bởi bà Mary Ruchamkin. Đang khi được hoàn thiện tại xưởng tàu của hãng Duane Shipbuilding Corporation, con tàu được xếp lại lớp như một tàu vận chuyển cao tốc vào ngày 17 tháng 7, 1944, mang ký hiệu lườn mới APD-89, và nhập biên chế cùng Hải quân Hoa Kỳ vào ngày 16 tháng 9, 1945 dưới quyền chỉ huy của Hạm trưởng, Thiếu tá Hải quân Townsend U. Weeks.

## Lịch sử hoạt động

### USSRuchamkin

#### 1945 - 1946
Sau khi hoàn tất việc chạy thử máy huấn luyện tại khu vực Bermuda, Ruchamkin thực hành huấn luyện ngoài khơi vùng bờ Đông và vùng biển Caribe cho đến khi được cho xuất biên chế tại Green Cove Springs, Florida vào ngày 15 tháng 3, 1946 và được đưa về Hạm đội Dự bị Đại Tây Dương, neo đậu cùng Đội Florida tại sông St. Johns.

#### 1951 - 1957
Sau khi Chiến tranh Triều Tiên bùng nổ, Ruchamkin được cho tái biên chế trở lại vào ngày 9 tháng 3, 1951. Đặt căn cứ tại Little Creek, Virginia Beach, Virginia, nó tham gia các hoạt động huấn luyện đổ bộ ngoài khơi Puerto Rico trong mùa Hè và mùa Thu năm 1951, rồi đến tháng 1, 1952 đã khởi hành từ Norfolk, Virginia cho lượt biệt phái hoạt động đầu tiên cùng Đệ Lục hạm đội tại Địa Trung Hải.

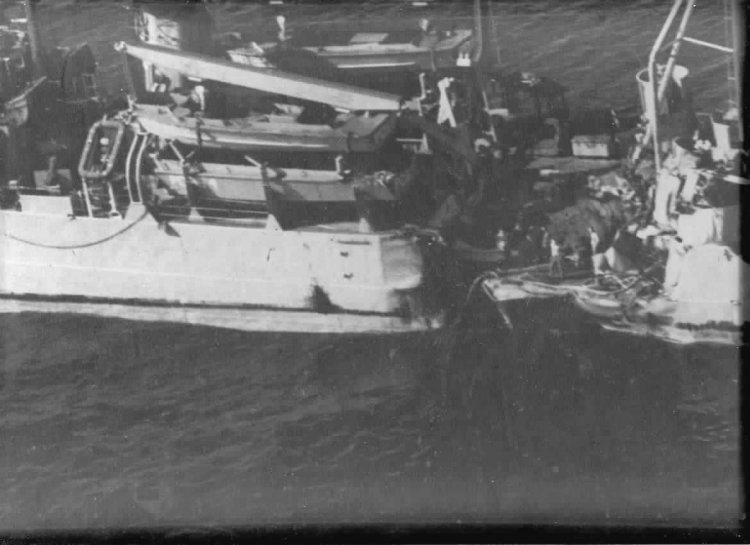
Ruchamkin bị hư hại sau tai nạn va chạm với tàu chở dầu Washington vào ngày 14 tháng 11 năm 1952

Sau khi quay trở về, Ruchamkin tiếp tục hoạt động huấn luyện tại vùng bờ Đông, rồi đến tháng 8, 1952 thực hiện một chuyến đi thực tập dành cho học viên sĩ quan thuộc Học viện Hải quân Hoa Kỳ. Đang khi tham gia một cuộc tập trận hạm đội ngoài khơi Virginia Capes vào ngày 14 tháng 11, nó mắc tai nạn va chạm với tàu chở dầu Washington, bị đâm trúng bên hông mạn trái tại vị trí bố trí chở quân; bảy quân nhân thuộc lực lượng được vận chuyển đã thiệt mạng trong tai nạn này.
Sau khi được sửa chữa tại Norfolk và huấn luyện ôn tập ngoài khơi Cuba trong tháng 4, 1953, Ruchamkin tiếp tục hoạt động huấn luyện đổ bộ. Vào năm 1954 nó huấn luyện phối hợp với các đơn vị Thủy quân Lục chiến ngoài khơi Virginia Capes, Carolina và Puerto Rico. Sang tháng 7, 1954, con tàu thực hiện một chuyến đi thực tập dành cho học viên sĩ quan thuộc Hải quân Dự bị Hoa Kỳ. Rời Norfolk vào ngày 5 tháng 1, 1955, nó chuyển sang vùng bờ Tây Hoa Kỳ, băng qua kênh đào Panama vào ngày 23 tháng 1 để đi đến San Diego, California. Trong ba tháng tiếp theo nó huấn luyện phối hợp cùng các đơn vị thuộc Hạm đội Thái Bình Dương.
Đến đầu tháng 5, 1955, Ruchamkin băng ngược kênh đào Panama để trở lại vùng bờ Đông, đi đến cảng nhà mới Boston, Massachusetts vào ngày 27 tháng 5, và bắt đầu phục vụ như tàu huấn luyện cho quân nhân dự bị trực thuộc Quân khu Hải quân 1. Trong hai năm tiếp theo, nó thực hiện những chuyến đi thực tập vào dịp cuối tuần hoặc những chuyến huấn luyện kéo dài hai tuần vào mùa Hè. Con tàu một lần nữa được cho xuất biên chế vào ngày 13 tháng 8, 1957, được đưa về Hạm đội Dự bị Đại Tây Dương, neo đậu tại Boston.

#### 1961 - 1969
Khi xảy ra vụ Khủng hoảng Berlin vào năm 1961, Tổng thống John F. Kennedy ra lệnh động viên một phần lực lượng hải quân dự bị vào tháng 8; vì vậy Ruchamkin được cho tái biên chế trở lại vào ngày 18 tháng 11, 1961. Được phân về Hải đội Đổ bộ 10, nó hòa tất việc sửa chữa, chạy thử máy và huấn luyện vào tháng 4, 1962, rồi tham gia một cuộc tập trận biểu dương lực lượng chống tàu ngầm và đổ bộ quy mô lớn tại vùng biển Puerto Rico dưới sự thị sát của Tổng thống Kennedy. Con tàu lại đặt căn cứ tại Little Creek, và tham gia các cuộc tập trận huấn luyện dọc theo vùng bờ Đông và vùng biển Caribe.
Vào tháng 11, 1963, Ruchamkin được chọn để nâng cấp và cải tiến tại xưởng tàu của hãng Norfolk Shipbuilding and Drydock Company, trong khuôn khổ Chương trình Hồi sinh và Hiện đại hóa Hạm đội (FRAM: Fleet Rehabilitation and Modernization). Sau khi công việc trong xưởng tàu hoàn tất vào tháng 6, 1964, nó tiếp tục hoạt động trong vai trò một tàu hỗ trợ đổ bộ, tàu vận chuyển các Đội phá hoại dưới nước (UDT: Underwater Demolition Team), tàu trinh sát bãi đổ bộ và tàu chống ngầm. Vào tháng 10, nó đi đến bờ biển phía Đông Tây Ban Nha để tham gia thực hành đổ bộ trong khuôn khổ Chiến dịch Steel Pike I, cuộc tập trận đổ bộ quy mô lớn nhất kể từ khi Thế Chiến II chấm dứt. Sang tháng 11, con tàu quay trở về để tiếp hoạt động huấn luyện dọc theo vùng bờ Đông và vùng biển Caribe.
Vào cuối tháng 4 và đầu tháng 5, 1965, Ruchamkin được huy động để hỗ trợ cho việc di tản kiều dân nước ngoài từ Cộng hòa Dominica đang gặp bất ổn và bạo loạn đến San Juan, Puerto Rico. Sau đó nó đi đến bờ biển phía Tây để hoạt động tuần tra và khảo sát thủy văn. Đến mùa Hè năm 1965 con tàu quay trở lại hoạt động huấn luyện thường lệ trong thời bình, rồi từ tháng 2 đến tháng 4, 1966 đã phục vụ cho bốn cuộc phóng thử nghiệm tên lửa đạn đạo phóng từ tàu ngầm UGM-27 Polaris ngoài khơi bờ biển Florida. Sau khi cơn cuồng phong Inez tàn phá nặng nề khu vực biển Caribe, vào tháng 10, 1966, nó đã vận chuyển lương thực và hàng cứu trợ đến trợ giúp tại Haiti.
Trong những năm 1967 và 1968, Ruchamkin tiếp tục các họa động huấn luyện và bảo trì thường lệ tại vùng bờ biển Đại Tây Dương. Vào ngày 27 tháng 7, 1968, nó lên đường cho một đợt hoạt động tại Địa Trung Hải kéo dài bốn tháng. Tại vùng biển này cho đến cuối tháng 11, 1968, trong thành phần Hải đội Đổ bộ 6, nó nghiên cứu thủy văn dọc theo bờ biển Nam Âu và Bắc Phi.
Vào ngày 1 tháng 1, 1969, Ruchamkin được xếp lại lớp như một "tàu vận chuyển đổ bộ, nhỏ" và mang ký hiệu lườn mới LPR-89. Nó thực tập tại vùng biển Caribe trong tháng 2 và tháng 3, 1969 trước khi tham gia vào việc tìm kiếm chiếc tàu ngầm nguyên tử Scorpion (SSN-589) bị mất tích tại vùng biển ngoài khơi Azores; cùng tham gia vào việc tìm kiếm còn có tàu đốc sửa chữa phụ trợ White Sands (ARD-20), tàu kéo hạm đội Apache (ATF-67) và tàu lặn sâu Trieste II. Đến cuối tháng 8, con tàu tiến hành các nghiên cứu thủy văn tại Bắc Hải cho đến ngày 20 tháng 10, khi nó quay trở về Little Creek.

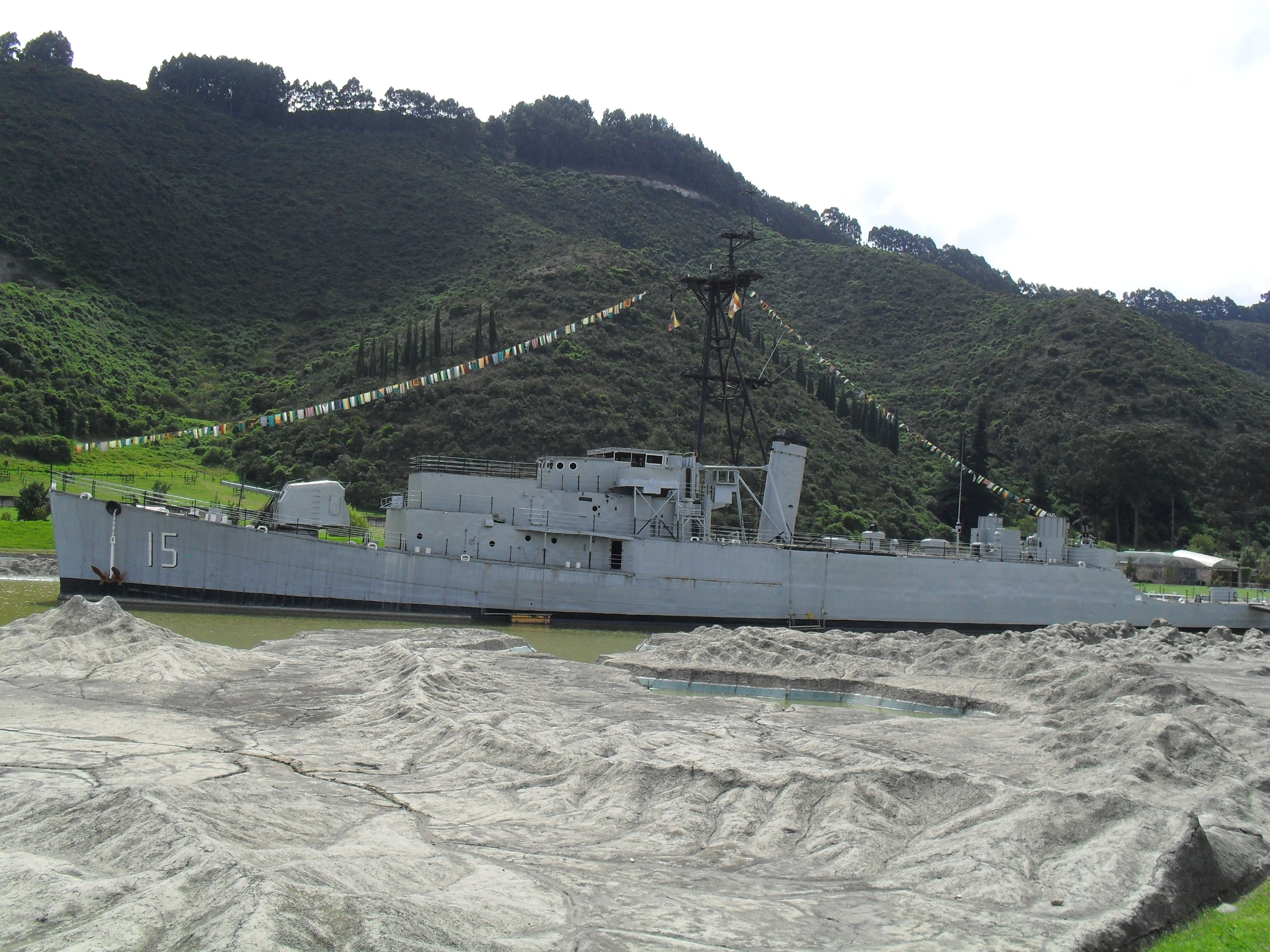
ARC Córdoba, được trưng bày tại Công viên Jaime Duque, Tocancipá, Colombia

Ruchamkin được cho xuất biên chế tại vào ngày 24 tháng 11, 1969 và chuyển giao ra nước ngoài cùng ngày hôm đó. Tên nó được cho rút khỏi danh sách Đăng bạ Hải quân Hoa Kỳ vào ngày 31 tháng 10, 1977.

### ARCCórdoba(DT-15)
Con tàu được chuyển giao cho Colombia trong khuôn khổ Chương trình Viện trợ Quân sự vào ngày 24 tháng 11, 1969. Nó phục vụ cùng Hải quân Colombia như là chiếc ARC Córdoba (DT-15) cho đến khi ngừng hoạt động vào năm 1980. Con tàu được chính phủ Colombia chuyển giao cho một tổ chức phi lợi nhuận để bảo tồn. Phần đáy của lườn tàu Córdoba đã bị tháo bỏ, nhưng toàn bộ cấu trúc thượng tầng được tháo ra, vận chuyển hơn 700 dặm và lắp ráp lại bên trên một bệ bê-tông. Con tàu được mở ra cho khách tham quan từ tháng 6, 2018 tại Công viên Jaime Duque, Tocancipá, cách Bogotá khoảng 30 dặm.

## Phần thưởng
Ruchamkin được tặng thưởng danh hiệu Đơn vị Tuyên dương Hải quân khi phục vụ tại Cộng hòa Dominica.
|  | Bronze star |  |
|  |             |  |

| Đơn vị Tuyên dương Hải quân          | Huân chương Viễn chinh Hải quân với 1 Ngôi sao Chiến trận | Huân chương Chiến dịch Hoa Kỳ                                 |
| Huân chương Chiến thắng Thế Chiến II | Huân chương Phục vụ Phòng vệ Quốc gia                     | Huân chương Viễn chinh Lực lượng Vũ trang (Cộng hòa Dominica) |